# Not in the Face (Reale Dub Version)

## Il disco
Contiene una versione in chiave dub-dance di "Reale" realizzata da Howie B. Profondo, urbano, oscuro e sperimentale.

## Tracce
1. Easy Tranquillo – 5:18
2. Milano Double Standard – 7:08
3. È Già Domani – 3:37
4. Plastico Mistico – 4:38
5. Protect Me – 4:00
6. Prova – 4:30
7. Royale' Sound – 3:57
8. In My Soul Kingdom – 4:50
9. Quello Che Ti Do – 3:49
10. Tutto – 4:27